# 慧苑
慧苑（673年—?），唐代京兆（现今陕西长安)人，唐朝佛教高僧。
其师承华严宗法藏，研究《华严经》，曾继续法藏未完成的华严经略疏等，撰续《华严经略疏刊定记》。然而其见解与法藏思想相左，被澄观作大疏钞百卷逐一破斥，被逐出华严宗正统。其对《华严经》以论理理解、以唯识立场批评，判教说为主要分歧点，引起后世关注。其著有《华严音义》，全名《新译大方广佛华严经音义》，世称《慧苑音义》。

## 简介
慧苑，唐代京兆（现今陕西省长安）人，少年出家，礼法藏为师，深通经义，尤精于《华严》，为同门的上首。法藏在八十卷本《华严经》译成后曾作《略疏》，才写了四分之一就去世了，慧苑和同门宗一分别续写，宗一续满二十卷，其文现已逸失；慧苑所续名为《续华严经略疏刊定记》。据他在《记》中说，此书是他‘鸠集广略之文，会撮旧新之说；再勘梵本，仇校异同；顺宗和教，存之以折衷，简言通义，笺之以笔削’而成的。但《记》中所说，往往和法藏的宗旨大异其趣。其中主要是改五教为四教、改十玄为十种德相和十种业用的两重十玄，因此后来正统的华严宗人都以他为异系。慧苑还博览经书，考核诂训，写成《新译大方广佛华严经音义》二卷，以便初学。他在此书的《自序》中，说到他从法藏受业十九年，曾住长安静法寺和洛阳佛授记寺，生卒年月不详。

## 作品
慧苑著述的《续华严经略疏刊定记》一书，现存不足十三卷，原书卷数已不详了。此外有改订法藏所著《华严经传记》而成的《纂灵记》五卷，屡见澄观的著述所引用；《刊定记》还说他有《华严旋靍章》一书，现已无考。